# ثيو فان خوخ
ثيو فان غوخ (Theo van Gogh, [ˈte:jo: vɑnˈɣɔx]) (1957 - 2004) مخرج ومنتج وممثل مثير للجدل من هولندا وهو حفيد شقيق الرسام المشهور فان غوخ وقد تم اغتياله في 2 نوفمبر 2004 على يد محمد بويري.

## بداياته
ولد ثيو فان غوخ في مدينة لاهاي / دن هاخ وكان جده الأكبر الذي هو شقيق الفنان المشهور فان غوخ يتاجر باللوحات الفنية. كان إسلوب ثيو فان غوخ في الكتابة أو عرض أفكاره مثيرة للجدل منذ بداية شبابه حيث تعرض إلى الكثير من الشكاوى القانونية ضده لأساليبه الهجومية الحادة في الانتقاد. كان غوخ يشرب الكحول ويدخن بكثرة وكان يستعمل الكوكائين بصورة علنية وكان لا يهتم إلى الانتقادات الموجهة إلى شخصه. حصل في عام 1996 على جائزة العجل الذهبي وهي من أرفع الجوائز السينمائية في هولندا عن فلمه «لمصلحة الدولة». في عام 2003 أصدر كتابا بعنوان «الله يعلم أكثر» (بالإنجليزية: Allah weet het beter) وكان فيه انتقاد حاد ولاذع بطريقة ساخرة لتعاليم الإسلام.

## آراؤه السياسية
كان فان غوخ عضواً في المجتمع الجمهوري الهولندي Republikeins Genootschap الذي يؤيد إلغاء الملكية الهولندية، كان Pim Fortuyn، عضو برلمان في هولندا اغتيل في عام 2002، صديقاً شخصياً له وداعماً لأفكاره. كان فان غوخ يؤيد الحرب على العراق في سنة 2003 ولكنه غيّر رأيه إلى وجهة نظر محايدة في سنة 2004.

## سلسلة فلم الخضوع
كان فلم «الخضوع» من الأفلام القصيرة (12 دقيقة) وكان الفيلم عن ما حاول المخرج أن يصوره كسوء معاملة المرأة في الإسلام وربطه بنصوص من القرآن. وكان فكرة سيناريو الفيلم مكتوبا من قبل آيان حرصي علي عضوة البرلمان في هولندا وهي من مواليد الصومال التي حاولت أن تنقل فكرة مفادها أن المرأة في العالم الإسلامي معرضة للضرب والإهانة من قبل أفراد العائلة وتم ربط المشاهد بآيات من القرآن. تم عرض الفلم في 29 أغسطس 2004 على شبكة تلفزيونية ليبرالية في هولندا وظهر في الفيلم مجموعة من النساء كانوا يتحدثون عن عمليات اغتصاب بالقوة وضرب تعرضن لها من قبل أقاربهن واستعمل غوخ طريقة فريدة ومثيرة للجدل في محاولته ربط ظاهرة العنف العائلي بتعاليم الدين الإسلامي حسب اعتقاده حيث استعمل طريقة اظهار أربعة نساء شبه عاريات وقد كتب على أجسادهن التي تظهر عليها آثار تعذيب آيات من القرآن. بعد عرض الفيلم تلقّى ثيو فان غوخ العديد من رسائل التهديد ولكنه رفض أن يأخذها بمحمل الجد ورفض أي نوع من الحماية.

## الإغتيال
في صباح 2 نوفمبر 2004 وبالقرب من شارع Linnaeusstraat في أمستردام تم إطلاق 8 رصاصات عليه وتم قطع رقبته وطعنه في الصدر من قبل على محمد بويري الهولندي من أصل مغربي. وقام بويري بتثبيت بيان من 5 صفحات على صدر فان غوخ عن طريق السكين التي طعنه بها وفي البيان تهديد للحكومات الغربية واليهود وآيان حرصي علي كاتبة السيناريو لفيلم الخضوغ. تمكنت الشرطة من إصابة بويري بطلق ناري في ساقه وتم القبض عليه وحوكم في 26 يوليو 2005 بالسجن المؤبد. بالنسبة لجثة غوخ فقد تم حرقه بناءً على وصيته ونشر الرماد في هواء مدينة أمستردام. وأدت هذه الحادثة إلى ضجة كبيرة ومناقشات حادة حول مصير أكثر من مليون مسلم في هولندا وبدأت بعض المنظمات تحذر مما أسمته «المد الإسلامي» في هولندا وكيف أن نسبة الولادة بين المسلمين هي أعلى من نسب غير المسلمين مما سيؤدي حسب تعبير تلك المنظمات إلى «جعل المواطنين الأصليين أقلية في المستقبل».

## روابط خارجية
- ثيو فان خوخ على موقع IMDb (الإنجليزية)
- ثيو فان خوخ على موقع الموسوعة البريطانية (الإنجليزية)
- ثيو فان خوخ على موقع ألو سيني (الفرنسية)
- ثيو فان خوخ على موقع ميوزك برينز (الإنجليزية)
- ثيو فان خوخ على موقع أول موفي (الإنجليزية)
- ثيو فان خوخ على موقع قاعدة بيانات الأفلام السويدية (السويدية)
- ثيو فان خوخ على موقع إن إن دي بي (الإنجليزية)
- ثيو فان خوخ على موقع ديسكوغز (الإنجليزية)
- ثيو فان خوخ على موقع قاعدة بيانات الفيلم (الإنجليزية)
- ثيو فان خوخ على موقع كينوبويسك (الروسية)